# 千載和歌集
『千載和歌集』（せんざいわかしゅう）は、平安時代末期に編纂された勅撰和歌集。全二十巻。『詞花和歌集』の後、『新古今和歌集』の前に撰集され、勅撰和歌集の第七番目に当たる。略称は『千載集』（せんざいしゅう）。

## 成立
撰者は藤原俊成(ただし出家後で法名：釈阿)の一人、ただしその息子の藤原定家も編纂の助手を務めたという。『拾芥抄』によれば寿永2年（1183年）2月、 後白河院より俊成に撰集の院宣が伝達された。そののち文治4年（1188年）4月22日、『千載和歌集』は完成し後白河院の奏覧に供された。
しかし平親宗の日記『親宗卿記』によれば、俊成はこの十年ほど前に「院宣」を蒙り、以後勅撰集の編纂を続けていたと記されている。俊成は『山家集』や『経盛集』等によれば、『千載和歌集』撰進のかなり以前から私撰和歌集を編纂していたことが知られ、この私撰集は『三五代集』と名づけられていた。「三五」とは「三五 十五」（3×5=15）、すなわち15代にわたる天皇の代に詠まれた和歌を採った集という意味で、これを基にして『千載和歌集』が編纂されたという。序文の「仮名序」には撰進の日付が文治3年の9月20日と記されており、実際の奏覧がこの翌年であるにもかかわらず敢えてこの日付を記したのは、後白河院の意向に沿ったものだといわれている。さらに奏覧ののち、撰者（俊成）の歌が少ないとの後白河院の指摘により、俊成の歌を加える改訂が俊成自身の手によって行われた。

## 構成と内容
構成は以下の通り。冒頭に俊成執筆の「仮名序」を付す。歌数は1288首（『新日本古典文学大系』所収本に拠る）、巻第十九に長歌が「短歌」と称して3首入るほかは全て短歌形式の歌体である。
- （仮名序）
- 巻第一　春歌 上
- 巻第二　春歌 下
- 巻第三　夏歌
- 巻第四　秋歌 上
- 巻第五　秋歌 下
- 巻第六　冬歌
- 巻第七　離別歌
- 巻第八　羇旅歌
- 巻第九　哀傷歌
- 巻第十　賀歌
- 巻第十一　恋歌 一
- 巻第十二　恋歌 二
- 巻第十三　恋歌 三
- 巻第十四　恋歌 四
- 巻第十五　恋歌 五
- 巻第十六　雑歌 上
- 巻第十七　雑歌 中
- 巻第十八　雑歌 下
- 巻第十九　釈教歌
- 巻第二十　神祇歌

一条朝の正暦年間（実は永延の始め）を上限に、代々の勅撰集に漏れた秀歌や、当代の歌人の作品を収める。選歌の方針は格調と抒情性を重んじ、俊成が唱えた「幽玄」の心や、本歌取りなどの技巧を特色とする。平忠度が一旦都落ちした後、都に戻り俊成の屋敷に赴いて自作の歌百余首を収めた巻物を託し、その中の一首を俊成が詠み人知らずとして掲載しているエピソードが、『平家物語』によって有名になっている。同様に忠度の異母兄平経盛も詠み人知らずとして1首入選している。
最多入集歌人は『金葉和歌集』撰者の源俊頼（52首）で、俊成自身（36首）がそれに次ぎ、藤原基俊（26首）・崇徳院（23首）ら政治の敗者も上位を占める。他に当代歌人では俊恵・円位法師（西行）・待賢門院堀河・式子内親王、王朝歌人では和泉式部・紫式部・大江匡房・藤原公任などが目立つ。先の『詞花和歌集』に反して当代重視主義に戻り、同時代の入集歌数は全体の半数に及んだ。また僧侶歌人の比率も二割と高い。

## 伝本
撰者である俊成自筆の本文が古筆切として「日野切」の名で伝わるが、完本としては龍門文庫所蔵の鎌倉末期の写本が最古である。龍門文庫蔵本は『新日本古典文学大系』の底本となっている。現存する諸伝本のあいだには、数首の和歌の出入りや作者名表記の違いのほかは特に大きな異同は認められない。

## 校注
- 久保田淳校注『千載和歌集』 岩波文庫、1986年
- 奥村恒哉校注『八代集 3』 平凡社〈東洋文庫〉、1987年、ワイド版2008年 - 他は金葉集・詞花集
- 片野達郎・松野陽一校注『千載和歌集　新日本古典文学大系10』 岩波書店、1993年